# Johann Georg Christoph Heinz
Johann Georg Christoph Heinz (Piesau, 4 augustus 1819 – Nieuw-Buinen, 8 november 1909) was een uit Duitsland afkomstige en in Nederland gevestigde glasfabrikant en -handelaar.

## Leven en werk
Heinz werd in 1819 geboren in Piesau in Thüringen als zoon van Georg Nicolaas Heinz en Johanna Margaretha Poschold. Hij vestigde zich in 1840 in Nederland, waar hij als glasblazer ging werken in de nieuw opgerichte fabriek te Nieuw-Buinen van de Winschoters Jan Freseman Viëtor en Johann Christian Anton Thöne. Uit onvrede met de gang van zaken in de fabriek van Thöne besloot hij om samen met zijn collega Georg Frederik Mulder een nieuwe fabriek op te richten. Zij wisten medewerking te verkrijgen van de Drentse vervener Jan Meursing. Ook enkele andere financiers, waaronder de grootgrondbezitter mr. Gerrit Kniphorst, namen als stille vennoot deel aan dit initiatief. In 1845 leidde dit tot de oprichting van Mulder, Heinz & Comp., glasfabriek in Nieuw-Buinen. De leiding van het bedrijf kwam in handen van een zoon van Meursing, Jacob Meursing. Mulder werd baas van de pottenmakers en Heinz werd baas van de glasblazers. Mulder trok zich korte tijd later terug, maar Heinz zou tot 1880 aan het bedrijf verbonden blijven. In 1880 besloot hij zich vooral te gaan toeleggen op de handel in glas en niet meer op de fabricage ervan. Hij vestigde een glas- en kristalhandel, een bedrijf dat door zijn nageslacht werd voortgezet onder de naam GlasHeinz, importeur en exporteur van glas. Het bedrijf introduceerde in Nederland het zogenaamde kraagbierglas. Het bedrijf zou tot 2008 blijven bestaan.
Heinz behoorde tot de Evangelisch-Lutherse Kerk. Hij was een van de oprichters van de Evangelisch-Lutherse Gemeente Stadskanaal, waarin hij een vooraanstaande rol zou spelen. Aanvankelijk was deze gemeente een filiaal van de Evangelisch-Lutherse Gemeente Wildervank-Veendam. Mede door de inspanningen van Heinz werd de kerk in 1864 een zelfstandige eenheid.
Heinz trouwde op 8 december 1842 met de vervenersdochter Anna Benus. Uit hun huwelijk werden acht kinderen geboren. Hij overleed als weduwnaar van Anna Benus in november 1909 op 90-jarige leeftijd in zijn woonplaats Nieuw-Buinen. Hij werd begraven op de hervormde begraafplaats van Stadskanaal.